# USS Illinois (BB-65)
El USS Illinois (BB-65) debería haber sido el quinto acorazado de la Clase Iowa construido por la Armada de los Estados Unidos; hubiera sido el cuarto buque en ser nombrado en honor al vigésimo primer estado.
El casco BB-65 estaba previsto originalmente como el primer buque de la clase Montana, pero los cambios durante la Segunda Guerra Mundial, hicieron que se reordenara como el sexto Iowa a mitad de la guerra. Esto, le hubiera permitido caso de finalizarse ganar ocho nudos de velocidad, la capacidad de cruzar el Canal de Panamá y el incremento de sus cañones antiaéreos. Al coste de perder su blindaje adicional, y una reducción en su artillería principal, que estaba previsto durante su fase de diseño como acorazado de la clase Montana. 
Como su gemelo, el USS Kentucky, el Illinois continuaba en construcción al finalizar la Segunda Guerra Mundial y fue alcanzado por la reducción de fuerzas militares consiguiente. Su construcción, fue suspendida en agosto de 1945, pero se mantuvo su casco hasta 1958 cuando fue desguazado. 

## Trasfondo
La aprobación de la segunda acta Vinson en 1938 autorizó la construcción de cuatro acorazados rápidos de la clase South Dakota y el de los dos primeros acorazados de la clase Iowa (los cuales, llevarían los numerales BB-61 y BB-62). Los últimos cuatro acorazados de la clase, cuyos cascos tenían los numerales B-63, BB-64, BB-65, y BB-66 no tuvieron clara su construcción hasta 1940 y en ese momento, los BB-65 y BB-66 estaban incluidos como los dos primeros buques de la clase Montana.
Originalmente, el BB-65 era la respuesta de los Estados Unidos a la clase Yamato de Japón, cuya construcción se conocía entonces por los miembros de más alto rando de la US Navy. Los rumores sobre el Yamato y el Musashi les atribuían 9 cañones de 18” (457 mm). Para combatirlos, la Armada estadounidense, comenzó a diseñar un acorazado de 58 000 toneladas con un armamento de 12 cañones de 16” (406 mm) que recibiría el nombre de USS Montana y le seguirían otros tres buques de iguales características. El incremento de potencia de fuego y blindaje de los Montana se realizaba a expensas de la imposibilidad de transitar el Canal de Panamá
Desde 1942, los esfuerzos de construcción de los estadounidenses pasaron de los acorazados a los portaaviones, tras los éxitos de estos buques en las batallas de Midway y del mar del Coral. Como resultado se dio la orden de priorizar la construcción de la flota de portaaviones de clase Essex a los astilleros navales de Estados Unidos, ya que eran fundamentales para mantener la supremacía aérea en el teatro de operaciones del Pacífico. Por consiguiente, la Armada decidió priorizar la velocidad de las clases North Carolina, South Dakota, y Iowa lo que permitía a estas clases de acorazados navegar a la velocidad de los clase Essex y proporcionarles la máxima cobertura antiaérea.

## Desarrollo
Cuando el BB-65 fue rediseñado como un clase Iowa, se le asignó el nombre de Illinois y se reconfiguró como un acorazado rápido según los diseños de 1938, que partían de los diseños preliminares de la oficina de construcciones y reparaciones. Esta no fue la primera vez que se propusieron cambios sobre los clase  Iowa: Cuando su diseño y construcción se clarificó, algunos responsables políticos, intentaron hacer ver que no eran necesarios más acorazados, y que se debían usar los cascos de los Iowas para terminarlos como portaaviones (lo que ya se había hecho con los cruceros de batalla USS Lexington (CV-2) y USS Saratoga (CV-3). Esto, fue detenido por el almirante Ernest King, jefe naval de operaciones. Su financiación, se aprobó a través de la cuenta para una Armada bi-oceánica a través del Congreso de los Estados Unidos en 1940. Esta cuenta fue autorizada tras la invasión de Francia por Alemania, y permitió al presidente Franklin D. Roosevelt demandar del congreso fondos para una armada capaz de mantener dos teatros de operaciones simultáneas para resolver las amenazas de la Alemania de Hitler y el Japón de Hirohito. Tras lo cual, pudo convertirse en el quinto acorazado de clase Iowa. Como sus gemelos de la clase Iowa el Illinois tuvo un coste de 125 millones de dólares, que ajustados por la inflación según el IPC, equivaldría a 1,8 billones de dólares de 2008 por cada acorazado y tomaría aproximadamente entre 30 a 40 meses para completarlo.
Al igual que el Kentucky, el Illinois, se diferenciaba del resto de los miembros de su clase en que, según su diseño, se determinó que todas las uniones deberían ser hechas con soldadura autógena, eliminando de esta manera las uniones remachadas. Esto conseguía un ahorro de peso en el blindaje, haciéndolo además más fuerte con respecto a las uniones roblonadas de los cuatro clase Iowa completados. Se planteó por tanto, dedicar el ahorro de peso a incrementar la protección contra torpedos como los de la clase Montana en torno a un 20 % Aunque esto último, fue rechazado. Parte de los fondos para la construcción del acorazado, provenían de la subasta de King Neptune, un cerdo hereford subastado en el estado de Illinois para recaudar fondos y, finalmente, por 19 millones en bonos de guerra (equivalentes a unos 200 millones de dólares en 2007).
En 1942 se paró la construcción mientras se analizaban las lecciones de la batalla de Midway. Como resultado se consideró una propuesta de conversión en portaaviones de los acorazados en construcción USS Illinois y USS Kentucky. En el diseño la cubierta de vuelo habría tenido 263 metros de largo por 33 de ancho, con un armamento defensivo idéntico a los portaaviones de la clase Essex. La conversión se abandonó cuando fue evidente que llevarían menos aviones que la clase Essex y que más portaaviones podrían construirse en la misma cantidad de tiempo que suponía convertir los acorazados. El argumento final fue que el proyecto sería significativamente más caro que construir nuevos portaaviones de clase Essex. Finalmente se decidió que el USS Illinois y USS Kentucky debían completarse como acorazados, pero su construcción recibió una prioridad muy baja.
Así la quilla se puso en el astillero naval de Filadelphia el 6 de diciembre de 1942. La fecha de finalización proyectada era el 1 de mayo de 1945. Finalmente, fue cancelado el 11 de agosto de 1945, cuando estaba completo en un 22% y eliminado del Registro de Buques Navales el 12 de agosto de 1945. El casco incompleto fue retenido por la creencia de que podría usarse como objetivo en pruebas de armas nucleares. Permaneció en el astillero hasta septiembre de 1958, cuando se rompió en la grada.

## Desguace

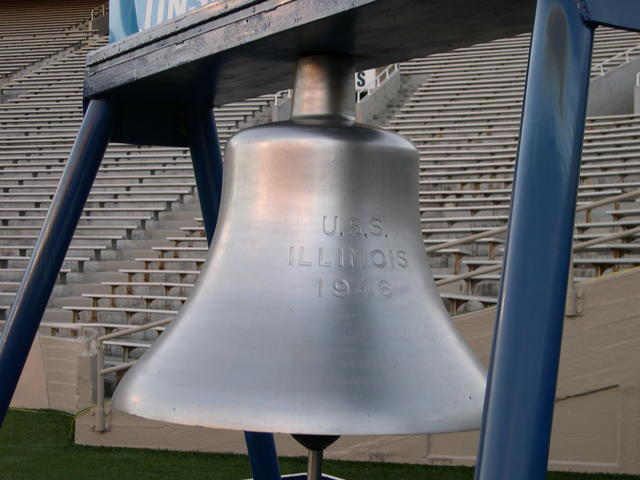
Campana del USS Illinois

La quilla del Illinois fue puesta sobre la grada del astillero Philadelphia Naval Shipyard, de Filadelfia, Pensilvania el 15 de enero de 1945, pero se canceló su construcción tras el bombardeo atómico a Hiroshima y Nagasaki. Fue borrado del registro naval de buques el 12 de agosto de 1945. Su casco incompleto (22 % en el momento de la detención de las obras) se mantuvo al igual que el de su gemelo, el USS Kentucky (BB-66) hasta 1958, cuando ambos buques fueron finalmente desguazados. El Illinois fue desguazado en el mismo dique seco donde se estaba construyendo. Los trabajos comenzaron en septiembre de 1958. Nunca se consideró la reconstrucción del Illinois en otro tipo de buque, como sucedió con el Kentucky, que fue candidato a convertirse en una plataforma de lanzamiento de misiles guiados. 
La campana del buque esta actualmente en el Memorial Stadium de la Universidad de Illinois, en ella puede leerse USS Illinois 1946.